# تره‌فرنگی

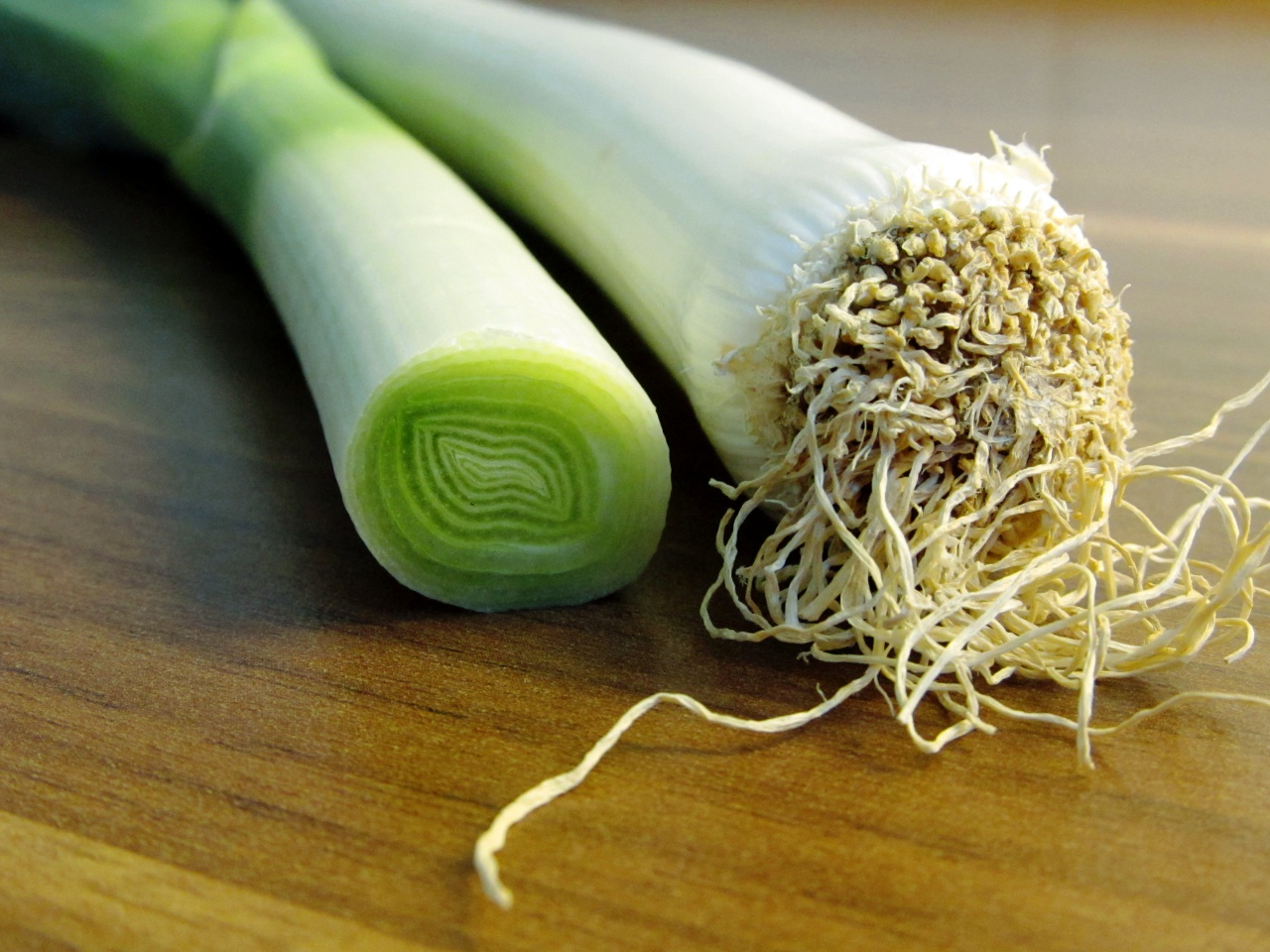
تره فرنگی

تره‌فرنگی یا گندنا یا نوش پیاز (نام علمی: Allium ampeloprasum) یک سبزی از سرده والک و از خانواده نرگسیان است.
این سبزی که مصارف گوناگون خوراکی دارد معمولاً بدون طبخ مصرف نمی‌شود و لازم است که تفت داده شود.
تره فرنگی از مهمترین سبزی‌ها با ارزش غذایی بالا و اثرات دارویی قابل توجه به شمار می‌رود و اثرات ضدسرطانی و آنتی‌بیوتیکی در مقابله و پیشگیری از سرماخوردگی و بیماری‌های روده دارد. با این‌حال، عصارهٔ این سبزی سمی است و مصرف این عصاره، ممکن است موجب سردرد، تهوع و در موارد حاد مرگ شود.

## نگارخانه

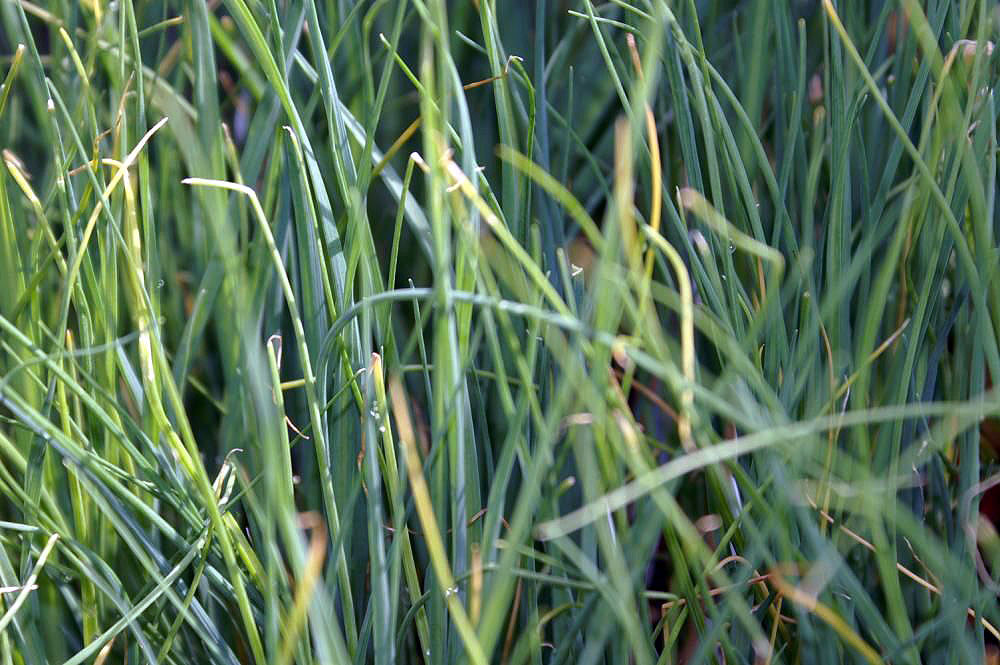
تره فرنگی در مزرعه
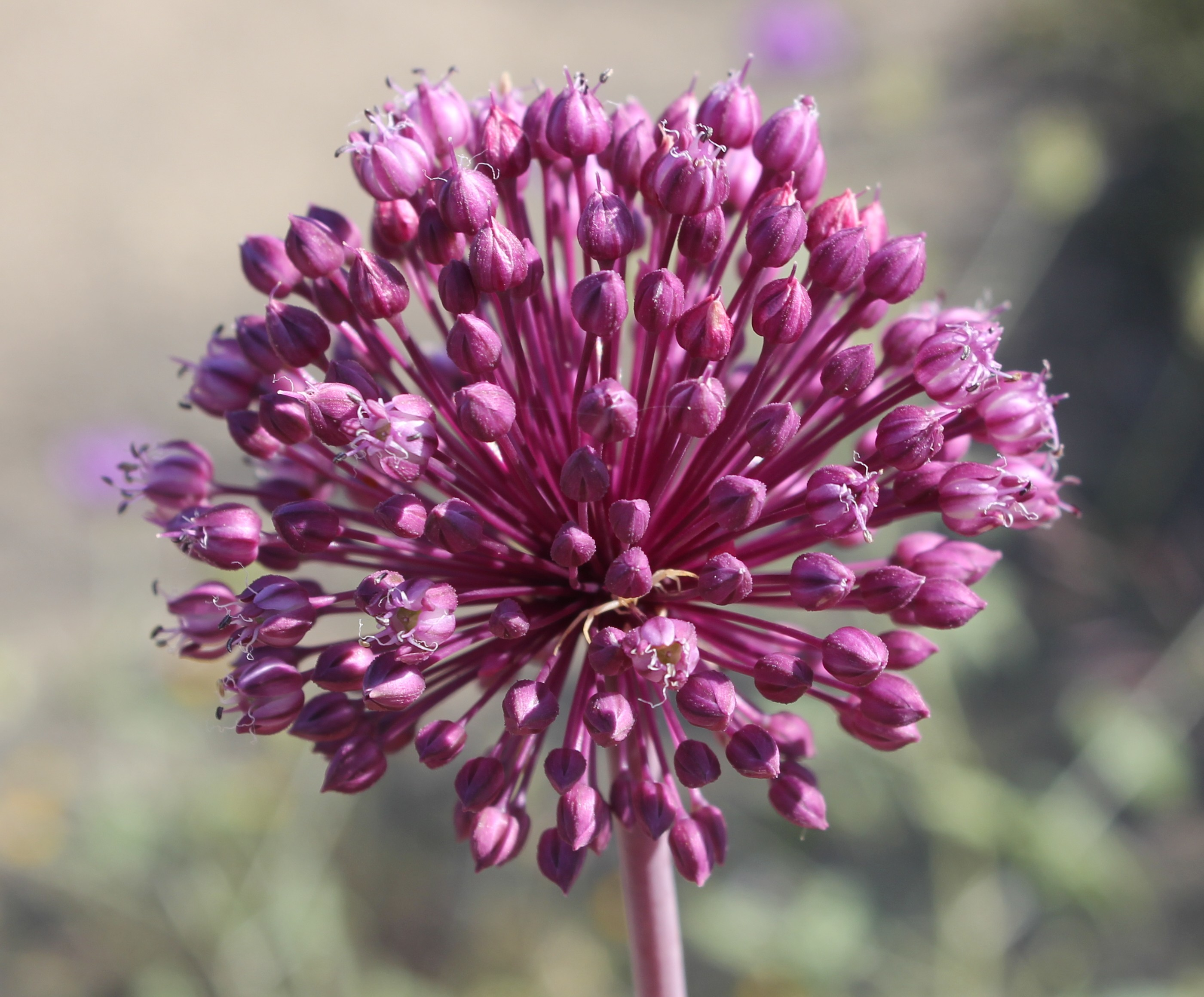
گل تره فرنگی
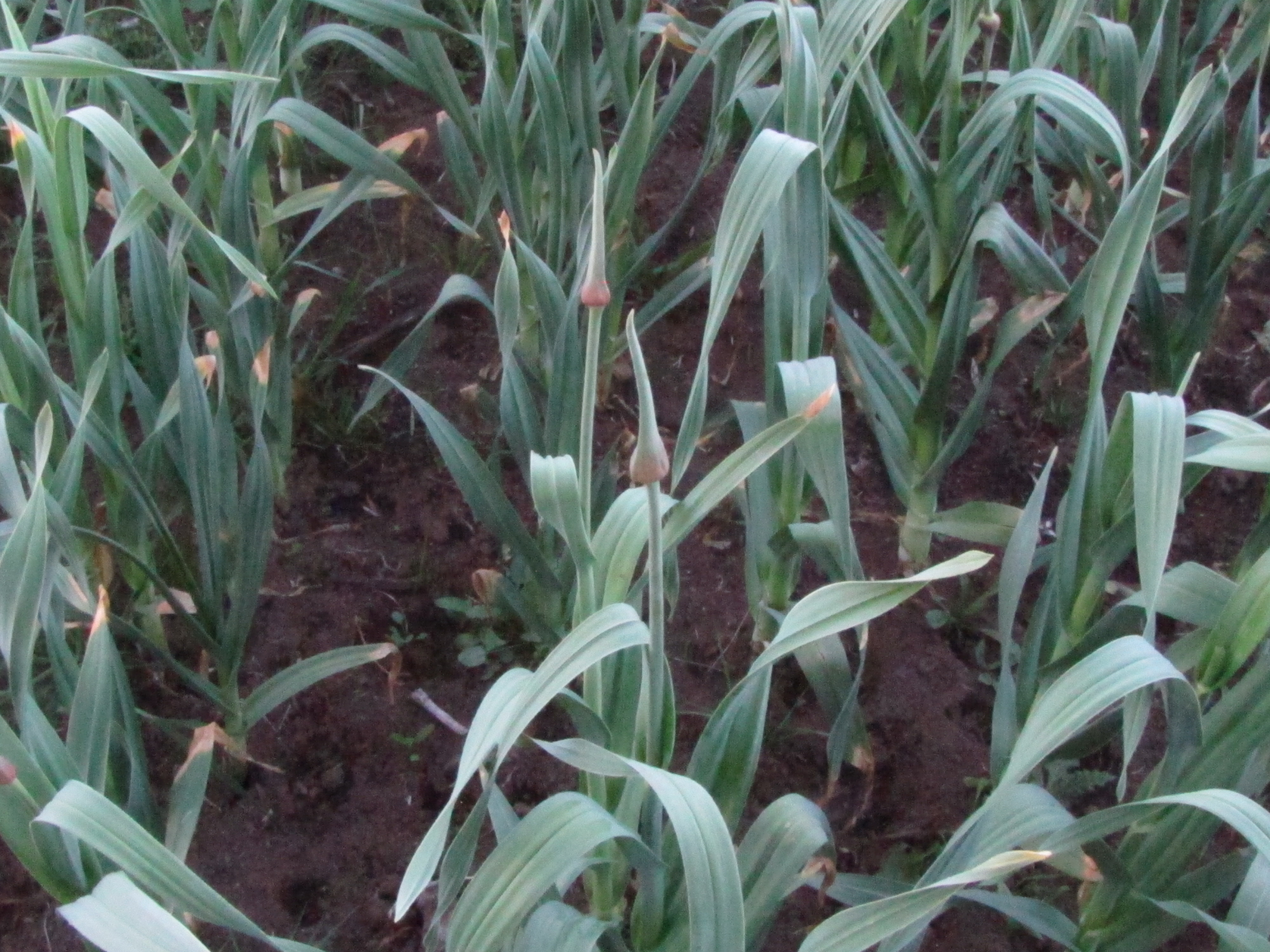
سبزی تره فرنگی
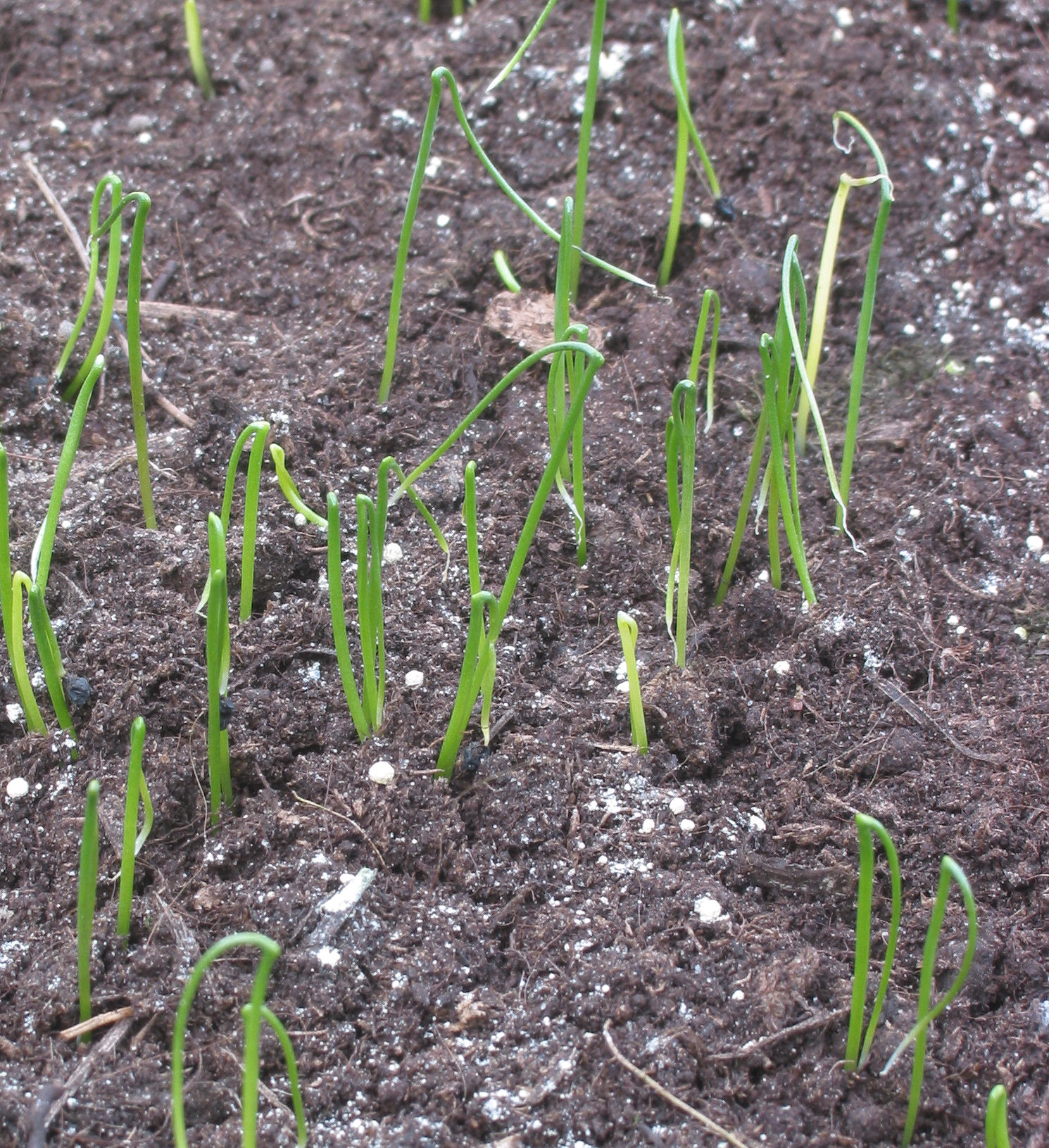
تره فرنگی در حال رویش در خاک